# Diktatúra
| Teljes demokrácia 9.01–10 8.01–9 | Hiányos demokrácia 7.01–8 6.01–7 | Hibrid (átmeneti) rezsim 5.01–6 4.01–5 | Önkényuralmi rezsim 3.01–4 2.01–3 0–2 | Nincs elég adat ? |

Economist Intelligence Unit demokrácia-index térképe 2019-ben.
A sötétzöld a legdemokratikusabb országokat jelzi, a világoszöld a kevésbé demokratikusokat, a sárga a hibrid (átmeneti) rendszereket, a piros és a vörös az önkényuralmi rendszereket.
Teljes demokrácia
9.01–10
8.01–9
Hiányos demokrácia
7.01–8
6.01–7
Hibrid (átmeneti) rezsim
5.01–6
4.01–5
Önkényuralmi rezsim
3.01–4
2.01–3
0–2
Nincs elég adat
?

A diktatúra vagy parancsuralom, önkényuralom olyan kormányzási forma, ahol egyetlen vezető személy (diktátor) vagy csoport (pl. párt, junta, család) minden hatalmat abszolút módon gyakorol, anélkül, hogy bármilyen törvény vagy intézmény korlátozná ebben.
Az állami főhatalom (a kormányzati hatalom) forrása nem a népakarat, és a vezető(ség) nem (vagy alig) tűri a politikai pluralizmust és a független médiát.
A diktatúra autokrácia, vagyis valamely személynek vagy csoportnak az állam törvényeit figyelmen kívül hagyó, erőszakszervezetekre támaszkodó, kivételes törvényekkel szentesített elnyomó hatalma. Vezetője leggyakrabban a diktátor.

## Formái
A diktatúra lehet 
- totális[4] (ha az élet minden területére kiterjed)
- puha (ha az élet bizonyos területeire nem terjed ki, például a gazdasági tevékenység módjára).

A diktatórikus főhatalom élhet a nyílt terror eszközével és lehet csupán autoriter hatalomgyakorlás, amikor is a vezető tekintélye vagy más nem demokratikus politikai kényszer jellemzi az államhatalmat.
Az elnyomás lehet 
- nyílt (azaz a népakarat adminisztratív korlátozásában megnyilvánuló)
- rejtett[5] (azaz például léteznek a népakarat érvényesítéséből formálisan nem, de gyakorlatilag kizárt személyek vagy csoportok, illetve nézetek, vélemények).

A diktatúra mindig rendelkezik külső vagy belső támogatókkal, érdekcsoportokkal, akik érdekében a diktatúrát gyakorolják a nép fölött.

## A 21. században
Bizonyos kritériumok feltárhatják egy ország diktatórikus jellegét. Általában a diktatúra jellemzői:
- Személyi kultusz
- Az ellensúly hiánya
- Az ellenzék minden formájának elnyomása és az egyének emberi jogainak be nem tartása
- A szabad választások hiánya vagy meghamisított, illetve elcsalt választások. A nemzetközi közösség nem tudja közvetlenül megfigyelni a választások tisztességét.
- A szólásszabadság, a sajtószabadság, a gyülekezési szabadság, a vallásszabadság hiánya
- A hadsereg és/vagy a rendőrség abszolút hatalma
- A jogokkal történő visszaélés
- Korrupció, nepotizmus és klientelizmus
- Cenzúra és propaganda gyakorlatok
- A vezető(k) érdekeinek kedvező törvényhozás

## Hatalomelméletek
Az emberi együttélésről gondolkodó filozófusok sokat töprengtek azon, hogy vajon miként kell egy jól működő államnak kinéznie, és hogyan hozható létre az ilyen állam.
Arisztotelész államformatana szerint a főhatalmat a közjó érdekében kell gyakorolni. Ebből a szempontból mindegy, hogy egy, néhány, vagy az összes ember gyakorolja-e a hatalmat. Sőt Arisztotelész szerint előnyösebb, ha csak egy vagy néhány személy kezében van a hatalom, mert így könnyebb döntéseket hozni.
Thomas Hobbes szerint a polgárháború az emberi együttélés természetes állapota. Ezért indokolt, hogy az emberek létrehozzanak egy olyan korlátlan főhatalmat, amely bármit jogosan megtehet alattvalóival mindaddig, amíg képes a belső béke és köznyugalom biztosítására.
Jean-Jacques Rousseau Társadalmi szerződés című művében szintén az fogalmazódik meg, hogy a közösség akaratából kell eredeztetni a kormányzati intézkedéseket. Szerinte ez úgy oldható meg, ha az eredetileg független emberek kölcsönösen lemondanak minden jogukról egy egymással kötött társadalmi szerződés révén a szerződéssel létrejövő főhatalom javára. A főhatalom a közösség érdekeit képviseli mind kifelé a többi kormányzat felé, mind befelé az egyéni akaratokkal szemben. Az a kormányzat, amely nem alkotmányos alapon jön létre, csak zsarnokság lehet, függetlenül intézkedései gyakorlati hatásától.
Alexis de Tocqueville veti föl A demokrácia Amerikában című művében, hogy a többség uralma éppolyan zsarnoki lehet, mint a kisebbségé. Az Amerikai Egyesült Államokban tett utazásáról beszámolva megemlíti, hogy egy vallási közösség mint többség hatalomgyakorlása milyen káros következményekkel jár az adott vallást elutasító kisebbségek számára. Ezért szükség van bizonyos kisebbségvédelmi intézményekre, hogy „akármit” mégse tudjon megtenni a főhatalom. Másrészt Tocqueville észreveszi, hogy a választási kampány nem a közösség szempontjából legjobb lehetőség kollektív kiválasztásáról szól, hanem a minél jobb meggyőzési technikákról.
Herbert Marcuse fejti ki Az egydimenziós ember című könyvében, hogy még a látszólag demokratikus intézmények mellett is a magánélet kiteljesedését dicsőítő propaganda, a még több szabadidőt és a nagyobb fogyasztást lehetővé tevő rendszer – a kormányzat támogatásával – elfordítja a köz érdemi ügyeitől az embereket, és háborús célok mentén manipulálja őket.

## Európai példák

### 20. századi, jobboldali diktatúrák
- A náci Németország Adolf Hitler alatt.
- A fasiszta Olaszország Benito Mussolini alatt.
- Ausztria Engelbert Dollfuss és utódja, Kurt Schuschnigg vezetése alatt.
- Cseh-Morva Protektorátus Hácha Emil alatt.
- A Szlovák Köztársaság Jozef Tiso alatt.
- Spanyolország Francisco Franco vezetése alatt.
- Portugália António de Oliveira Salazar vezetése alatt.
- Franciaország Philippe Pétain alatt.[6]
- Horvátország az Usztasa és Ante Pavelić vezetésével.[7]
- Románia Ion Antonescu alatt.[8]
- Magyarország Horthy Miklós vezetése alatt az 1930-as évek végére ugyancsak diktatúra közeli állapotig jutott el.[9]
- A Szálasi-kormány Magyarország német megszállása alatt.

### 20. századi, baloldali diktatúrák
- A Szovjetunió bolsevik rezsimje
  - Joszif Sztálin a Szovjetunióban
- Kelet-Európában a kommunista diktatúrák
  - Románia Nicolae Ceaușescu alatt
  - Magyarország Rákosi Mátyás alatt

## Országlista
- Országok listája a demokrácia és szabadság indexek alapján

### Diktatórikus ideológiák
- Fasizmus
- Sztálinizmus
- Nemzetiszocializmus